# 平定营镇
平定营镇，是中华人民共和国贵州省黔南布依族苗族自治州瓮安县下辖的一个乡镇级行政单位。

## 行政区划
平定营镇下辖以下地区：
平定营村、细沙村、营定街村、三合村和梭罗村。